# 2020-as Eurovíziós Dalfesztivál
A 2020-as Eurovíziós Dalfesztivál (angolul: Eurovision Song Contest 2020, franciául: Concours Eurovision de la chanson 2020, hollandul: Eurovisiesongfestival 2020) lett volna a hatvanötödik Eurovíziós Dalfesztivál, melyet Hollandiában terveztek megrendezni, mivel a 2019-es Eurovíziós Dalfesztivált Duncan Laurence Arcade című dala nyerte. Ez lett volna az ötödik alkalom, hogy a dalfesztivált Hollandiában rendezik meg, viszont az első, hogy Rotterdamban. Legutóbb 1980-ban Hága adott otthont a dalfesztiválnak. 2020. március 18-án az Európai Műsorsugárzók Uniója bejelentette, hogy 2020-ban nem tudják megrendezni a versenyt az Európában ekkor tomboló COVID–19-világjárvány miatt, azonban 2021-ben visszatér a dalfesztivál, melyet az eredetileg tervezett helyszínen rendeznek meg. A verseny 1956-os elindulása óta ez volt az első alkalom, hogy elmaradt egy évben az Eurovíziós Dalfesztivál. A döntő napján, május 16-án, a 2020-as előadók és dalaik tiszteletére, Eurovision: Europe Shine a Light címmel egy speciális show-műsort rendeztek a holland közmédia székhelyén, Hilversumban.
41 ország erősítette meg részvételét a dalfesztiválra, beleértve Bulgáriát és Ukrajnát, akik egy kihagyott év után tértek volna vissza. Montenegró és Magyarország visszalépett, hazánk 2010 óta először nem vett volna részt a versenyen.

## A helyszín és a verseny témája
Mark Rutte, Hollandia miniszterelnöke az ország győzelmét követő órákban hét város (Amszterdam, Arnhem, Hága, Maastricht, Rotterdam, Utrecht és Zwolle) polgármesterétől is megerősítést kapott, miszerint az egyes városok pályázatot nyújtanak be a rendezés jogának megszerzésére. 2019. május 20-án Leeuwarden és Den Bosch is felkerült a pályázó városok listájára. A későbbiekben Breda és Enschede is érdeklődésüket fejezték ki a rendezéssel kapcsolatban.
A sorozatos visszalépéseket követően a július 10-i határidőig öt város (Arnhem, Den Bosch, Maastricht, Rotterdam és Utrecht) nyújtotta be hivatalos pályázatát. július 16-án a szervezők a két legesélyesebb városnak Maastrichtet és Rotterdamot nevezték meg.
A rendező várost, mely végül Rotterdam lett, augusztus 30-án jelentették be. Ez lett volna az utolsó Eurovíziós Dalfesztivál, mely Jon Ola Sand főfelügyelősége alatt zajlott volna.
A dalfesztivál hivatalos mottója az Open Up lett, mely magyarul azt jelenti, hogy Nyílj meg!
A szlogen szándékosan hiányos. Nyílj meg másoknak, nyílj meg a zenének, vagy akár nyílj meg Rotterdam felé. Nyílj meg ... bármit is választasz! Engedd el a fantáziád és úgy töltsd ki a szlogent, ahogy az neked megfelel. Ezáltal jobban megismerhetjük egymást.
A dalfesztivál hivatalos logóját november 28-án mutatták be. A grafika egy kört ábrázol, ami az összes részt vevő ország zászlaját alkotja, első részvételük szerinti sorrendben.
December 4-én jelentették be a műsor három házigazdáját Edsilia Rombley énekesnő, az 1998-as Eurovíziós Dalfesztivál negyedik, valamint a 2007-es Eurovíziós Dalfesztivál elődöntőjének huszonegyedik helyezettje, aki 1999-ben, 2007-ben és 2015-ben pontbejelentőként is jelen volt a döntőben, Jan Smit, az ország eurovíziós kommentátora 2011 óta, valamint Chantal Janzen színésznő, énekesnő, műsorvezető személyében. Első alkalommal a dalfesztivál történetében készült volna egy online videósorozat is a versenyzők közreműködésével, melynek „műsorvezetője” NikkieTutorials sminkmester-vlogger lett volna.
| Hollandia Arnhem Amszterdam Hága Maastricht Rotterdam Zwolle Utrecht Leeuwarden Den Bosch Enschede Breda |

Kulcsok:

 †   Rendező város
 ‡   Pályázó városok
     Nem megfelelő helyszínek
| Város                             | Intézmény                                                       | Kapacitás                         | Megjegyzés |
| Hivatalosan benyújtott pályázatok | Hivatalosan benyújtott pályázatok                               | Hivatalosan benyújtott pályázatok | Hivatalosan benyújtott pályázatok                                                                                    |
| --------------------------------- | --------------------------------------------------------------- | --------------------------------- | --- |
| Arnhem                            | GelreDome                                                       | 41 000                            | Közös pályázat Nijmegennel. 2019. július 16-án visszaléptették.                                                      |
| Den Bosch                         | Brabanthallen                                                   | 11 000                            | Közös pályázat Bredával és Tilburggal. 2019. július 16-án visszaléptették.                                           |
| Maastricht ‡                      | MECC Maastricht, Noordhal                                       | 20 000                            | A két legesélyesebb helyszín egyike.                                                                                 |
| Rotterdam †                       | Rotterdam Ahoy                                                  | 15 818                            | A 2007-es Junior Eurovíziós Dalfesztivál és a 2020-as Eurovíziós Dalfesztivál tervezett helyszíne.                   |
| Utrecht                           | Jaarbeurs                                                       | 10 000                            | A pontos helyszín egy, a Jaarbeurs mellett felépítendő sátor lett volna. 2019. július 16-án visszaléptették.         |
| Visszaléptetett pályázatok        |                                                                 |                                   | |
| Amszterdam                        | Amsterdam RAI Kiállítási és Kongresszusi Központ, Europahal RAI | 12 900                            | Az intézmény színházterme az 1970-es Eurovíziós Dalfesztivál helyszíne volt. 2019. július 4-én visszalépett.         |
| Amszterdam                        | Johan Cruijff Arena                                             | 55 000–68 000                     | Az intézmény befogadóképessége a dalfesztivál idején nagyjából 35 000 fő lett volna. 2019. július 4-én visszalépett. |
| Amszterdam                        | Ziggo Dome                                                      | 17 000                            | A három legesélyesebb helyszín egyike volt. 2019. július 4-én visszalépett.                                          |
| Breda                             | Breepark                                                        | 13 000                            | Közös pályázat Den Bosch-kal. 2019. július 1-jén visszalépett.                                                       |
| Hága                              | Cars Jeans Stadion                                              | 15 000                            | A rendezéshez szükséges egy tető építése. 2019. június 27-én visszalépett.                                           |
| Hága                              | Malieveld                                                       | 15 000                            | Egy sátor felhúzásával a helyszín alkalmas lenne a rendezésre. 2019. június 27-én visszalépett.                      |
| Leeuwarden                        | WTC Expo                                                        | <6 000                            | A helyszín a nem megfelelő belmagasság miatt visszalépett.                                                           |
| Be nem nyújtott pályázatok        |                                                                 |                                   | |
| Enschede                          | Enschede Repülőtér Twente 11-es Hangár                          | 10 000                            | A város finanszírozási problémák miatt nem nyújtotta be hivatalos pályázatát.                                        |
| Zwolle                            | IJsselhallen                                                    | <5 000                            | Nem megfelelő helyszín.                                                                                              |

## A résztvevők
Egy kihagyott év után tért volna vissza a versenyre Bulgária és Ukrajna. Magyarország 2010, Montenegró pedig 2011 óta első alkalommal nem vett volna részt. Ezzel sorozatban második alkalommal negyvenegy ország alkotta volna a dalfesztivál mezőnyét. Érdekesség, hogy a dalfesztivál történetében első alkalommal az automatikusan döntős Öt Nagy és a rendező ország egyaránt férfi szólistát küldött volna a versenyre. Első alkalommal hangzott volna el a dalfesztiválon az amhara nyelv, az izraeli dalban.
| Ország             | Műsorsugárzó       | Előadó              | Dal                         | Nyelv          | Dalszerző(k)                                                                                      |
| ------------------ | ------------------ | ------------------- | --------------------------- | -------------- | ------------------------------------------------------------------------------------------------- |
| Albánia            | RTSH               | Arilena Ara         | Fall from the Sky           | angol          | Michael Blue Lazar Cvetkoski Darko Dimitrov Sam Schummer Robert Stevenson                         |
| Ausztrália         | SBS                | Montaigne           | Don’t Break Me              | angol          | Anthony Egizii Montaigne David Musumeci                                                           |
| Ausztria           | ORF                | Vincent Bueno       | Alive                       | angol          | Artur Aigner Vincent Bueno Felix van Göns David "Davey" Yang                                      |
| Azerbajdzsán       | İTV                | Efendi              | Cleopatra                   | angol          | Luuk van Beers Sarah Lake Alan Roy Scott                                                          |
| Belgium            | VRT                | Hooverphonic        | Release Me                  | angol          | Alex Callier Luca Chiaravalli                                                                     |
| Bulgária           | BNT                | Victoria            | Tears Getting Sober         | angol          | Victoria Georgieva Lukas Oskar Janisch Borislav Milanov Cornelia Wiebols                          |
| Ciprus             | CyBC               | Sandro              | Running                     | angol          | Alfie Arcuri Octavian Rasinariu Sebastian Rickards Sandro Teo DK                                  |
| Csehország         | ČT                 | Benny Cristo        | Kemama                      | angol          | Ben Cristóvão Rudy Ray Charles Sarpong Osama Verse-Atile Filip Zangi                              |
| Dánia              | DR                 | Ben & Tan           | Yes                         | angol          | Emil Adler Lei Linnea Deb Jimmy Jansson                                                           |
| Egyesült Királyság | BBC                | James Newman        | My Last Breath              | angol          | Adam Argyle Ed Drewett Iain James James Newman                                                    |
| Észak-Macedónia    | MRT                | Vasil               | You                         | angol          | Kalina Neszkoszka Nevena Neszkoszka Alice Schroeder                                               |
| Észtország         | ERR                | Uku Suviste         | What Love Is                | angol          | Uku Suviste Sharon Vaughn                                                                         |
| Fehéroroszország   | BTRC               | VAL                 | Da vidna                    | belarusz       | Valeryja Hrybusava Mikita Najdzionaŭ Uladzislaŭ Paškievič                                         |
| Finnország         | Yle                | Aksel               | Looking Back                | angol          | Joonas Angeria Connor McDonough Riley McDonough Toby McDonough Whitney Phillips                   |
| Franciaország      | France Télévisions | Tom Leeb            | Mon alliée (The Best in Me) | francia, angol | Peter Boström Thomas G:son Amir Haddad Léa Ivanne Tom Leeb John Lundvik                           |
| Görögország        | ERT                | Stefania            | Superg!rl                   | angol          | Arcade Dimítrisz Kondópulosz Sharon Vaughn                                                        |
| Grúzia             | GPB                | Tornike Kipiani     | Take Me As I Am             | angol          | Aleko Berdzenisvili Tornike Kipiani                                                               |
| Hollandia          | AVROTROS           | Jeangu Macrooy      | Grow                        | angol          | Jeangu Macrooy Pieter Perquin                                                                     |
| Horvátország       | HRT                | Damir Kedžo         | Divlji vjetre               | horvát         | Ante Pecotić                                                                                      |
| Írország           | RTÉ                | Lesley Roy          | Story of My Life            | angol          | Catt Gravitt Robert Marvin Lesley Roy Tom Shapiro                                                 |
| Izland             | RÚV                | Daði og Gagnamagnið | Think About Things          | angol          | Daði Freyr Pétursson                                                                              |
| Izrael             | IPBC               | Eden Alene          | Feker libi                  | angol, amhara  | Doron Medalie Idan Raichel                                                                        |
| Lengyelország      | TVP                | Alicja              | Empires                     | angol          | Laurell Barker Maria Broberg Dominic Buczkowski-Wojtaszek Patryk Kumór Fraser Mac Reece Pullinger |
| Lettország         | LTV                | Samanta Tīna        | Still Breathing             | angol          | Aminata Savadogo Samanta Tīna                                                                     |
| Litvánia           | LRT                | The Roop            | On Fire                     | angol          | Mantas Banišauskas Robertas Baranauskas Vaidotas Valiukevičius                                    |
| Málta              | PBS                | Destiny             | All of My Love              | angol          | Sebastian Arman Bernarda Brunović Dag Lundberg Borislav Milanov Joacim Persson Cesár Sampson      |
| Moldova            | TRM                | Natalia Gordienko   | Prison                      | angol          | Philipp Kirkorov Dimítrisz Kondópulosz Sharon Vaughn                                              |
| Németország        | NDR                | Ben Dolic           | Violent Thing               | angol          | Dag Lundberg Connor Martin Borislav Milanov Peter St. James Jimmy Thorén                          |
| Norvégia           | NRK                | Ulrikke             | Attention                   | angol          | Ulrikke Brandstorp Christian Ingebrigtsen Kjetil Mørland                                          |
| Olaszország        | RAI                | Diodato             | Fai rumore                  | olasz          | Antonio Diodato Edwyn Roberts                                                                     |
| Oroszország        | Pervij Kanal       | Little Big          | Uno                         | angol, spanyol | Little Big                                                                                        |
| Örményország       | AMPTV              | Athena Manoukian    | Chains on You               | angol          | Athena Manoukian DJ Paco                                                                          |
| Portugália         | RTP                | Elisa               | Medo de sentir              | portugál       | Marta Carvalho                                                                                    |
| Románia            | TVR                | Roxen               | Alcohol You                 | angol          | Ionuț Armaș Breyan Isaac Viky Red                                                                 |
| San Marino         | SMRTV              | Senhit              | Freaky!                     | angol          | Nanna Bottos Gianluigi Fazio Henrik Steen                                                         |
| Spanyolország      | RTVE               | Blas Cantó          | Universo                    | spanyol        | Blas Cantó Dan Hammond Ashley Hicklin Dangelo Ortega Mikołaj Trybulec                             |
| Svájc              | SRG SSR            | Gjon’s Tears        | Répondez-moi                | francia        | Xavier Michel Gjon Muharremaj Alizé Oswald Jeroen Swinnen                                         |
| Svédország         | SVT                | The Mamas           | Move                        | angol          | Herman Gardarfve Patrik Jean Melanie Wehbe                                                        |
| Szerbia            | RTS                | Hurricane           | Hasta la vista              | szerb          | Nemanja Antonić Kosana Stojić Sanja Vučić                                                         |
| Szlovénia          | RTVSLO             | Ana Soklič          | Voda                        | szlovén        | Bojan Simončič Ana Soklič Žiga Pirnat                                                             |
| Ukrajna            | UA:PBC             | Go A                | Solovey                     | ukrán          | Katyerina Pavlenko Tarasz Sevcsenko                                                               |

### Visszatérő előadók
2006 után másodszor vett volna részt a moldáv Natalia Gordienko. Dalának társszerzője az 1995-ös verseny orosz résztvevője, Filipp Kirkorov volt. 2016 után szintén másodjára szerepelt volna a szerb Sanja Vučić, ezúttal a Hurricane együttes tagjaként, melyben szintén közreműködik Ksenija Knežević, a 2015-ös montenegrói versenyző, Knez lánya és egyik vokalistája. 2011 után ugyancsak másodjára képviselte volna San Marinót Senhit, aki előző részvételén még Senit művésznéven indult a dalfesztiválon. A svéd The Mamas tagjai az előző évben John Lundvik vokalistáiként szerepeltek a dalversenyen. Az osztrák Vincent Bueno korábban 2017-ben, Nathan Trent, a macedón Vasil Garvanliev pedig 2019-ben, Tamara Todevska vokalistájaként vett részt a versenyen, míg két ország versenyzője a Junior Eurovíziós Dalfesztiválon mérettette meg magát korábban: a görög Stefania 2016-ban, Hollandia képviseletében, a Kisses lányegyüttes tagjaként a nyolcadik helyen végzett, míg a máltai Destiny Chukunyere a 2015-ös Junior Eurovíziós Dalfesztivál győztese volt. Utóbbi az előző évben a máltai versenyző, Michela vokalistájaként is szerepelt az Eurovíziós Dalfesztiválon. A norvég Mørland pedig, aki 2015-ben Debrah Scarlettel duettben képviselte országát, ezúttal a norvég dal társszerzőjeként tért volna vissza, ahogy az előző évi svéd versenyző, John Lundvik is, aki a francia dal társszerzője volt többek között az ország 2016-os versenyzőjével, Amirral együtt.
| Előadó                              | Ország     | Előző év(ek)                                  |
| ----------------------------------- | ---------- | --------------------------------------------- |
| Natalia Gordienko                   | Moldova    | 2006 (Arsenium és Connect-R közreműködésében) |
| Sanja Vučić (a Hurricane tagjaként) | Szerbia    | 2016 (ZAA Sanja Vučić néven)                  |
| Senhit                              | San Marino | 2011 (Senit néven)                            |

### További távol maradó országok
- Andorra –  Az andorrai műsorsugárzó, a Ràdio i Televisió d’Andorra (RTVA) 2019. május 22-én jelentette be, hogy a törpeállam, mely utoljára 2009-ben vett részt, nem tér vissza a versenyre.[53]
- Bosznia-Hercegovina – 2018. december 28-án a Radiotelevizija Bosne i Hercegovine (BHRT) igazgatója kijelentette, hogy a versenyre való visszatérés a műsorsugárzó céljai közt szerepel, de rossz anyagi helyzetük megnehezíti az ország visszatérését.[54] 2019 júliusában a BHRT megerősítette, hogy nem tudtak visszatérni az Európai Műsorsugárzók Uniója (EBU) által kiszabott szankciók miatt, mivel a műsorsugárzó a szervezet felé tartozásokat halmozott fel. Bosznia-Hercegovina legutóbb 2016-ban vett részt.[55]
- Kazahsztán – 2018. november 22-én Jon Ola Sand, a dalfesztivál igazgatója kijelentette, hogy a kazak műsorsugárzó, mely jelenleg társult tagja az Európai Műsorsugárzók Uniójának, csak a verseny irányítócsoportja által történő meghívás útján csatlakozhat a dalfesztiválhoz, Ausztráliához hasonlóan. A Khabar Agency 2018 óta aktív résztvevője a Junior Eurovíziós Dalfesztiválnak, ez azonban nem jelenti automatikusan az Eurovíziós Dalfesztiválon való részvétel lehetőségét, ugyanis a szervezet minden versenye külön irányítócsoporttal rendelkezik.[56] 2019. szeptember 6-án hivatalossá vált, hogy az Eurovíziós Dalfesztivál irányítócsoportja nem kívánja meghívni Kazahsztánt a 2020-as versenyre.[57]
- Koszovó – A koszovói műsorszolgáltató évek óta az EBU teljes jogú tagságára törekszik, ezért a Radio Televizioni i Kosovës (RTK) az EBU-val tárgyalásokat folytatott az ügyről, melyek eredményeként felmerült a tagság feltételei közül a Nemzetközi Távközlési Egyesületben való teljes jogú tagság eltörlése. 2019 júniusában a szervezet nyolcvankettedik közgyűlésén az EBU tagjai a koszovói műsorsugárzó lehetséges felvételéről szavaztak: 1186 szavazat közül 673 tag nemmel, 400 tag igennel szavazott, 113 tag tartózkodott. Így az RTK nem csatlakozhat 2019-ben az EBU-hoz, ennek következményeként az ország a 2020-as versenyen sem vehet részt.[58]
- Liechtenstein – Az ország műsorsugárzója 2019 augusztus 7-én jelentette be, hogy nem vesznek részt a 2020-as versenyen. A törpeállam műsorsugárzója 2008-as megalakulását követően rendszeresen kifejezte csatlakozási szándékát az Európai Műsorsugárzók Uniójához, a folyamatot azonban lelassította a csatorna igazgatója, Peter Kölbel váratlan halála mellett a nem elegendő anyagi támogatás a kormány részéről. Liechtenstein 1969-ben, 1976-ban, majd a 2010-es évektől kezdve minden évben csatlakozni kívánt a dalfesztiválhoz.[59]
- Luxemburg – Habár Luxemburg 1993 óta nem vesz részt a dalfesztiválon, a részvételért felelős RTL Télé Lëtzebuerg (RTL) az elmúlt években egyre több felhívást kapott, hogy térjenek vissza a versenyre. 2019 májusában Anne-Marie David, az ország 1973-as győztese kérelmet nyújtott be a luxemburgi műsorszolgáltatónak és a képviselőháznak az ország visszatérése érdekében. Az elmúlt években az RTL kijelentette, hogy pénzügyi aggodalmak és a részt vevő kisebb országok sikertelenségei miatt nem szándékozik visszatérni a versenyre.[60] 2019. július 23-án az RTL hivatalosan is megerősítette, hogy nem vesznek részt, mivel a csatorna a zenei és szórakoztató műsorok helyett a hírközlésre fókuszál. Emellett az eurovíziós részvétel pénzügyi megterhelést jelentene a műsorszolgáltató számára, ezért az országnak jelenleg nincs terve arra, hogy visszatérjen a versenyre.[61]
- Monaco – 2019. augusztus 6-án vált hivatalossá, hogy a TMC nem kíván visszatérni a dalfesztiválra. Az ország utoljára 2006-ban vett részt a versenyen.[62]
- Marokkó – A 2019. november 13-án közzétett hivatalos résztvevői lista alapján bizonyossá vált, hogy Marokkó, mely korábban egyszer, 1980-ban vett részt a dalfesztiválon, nem tér vissza a versenyre 2020-ban.
- Montenegró – Sabrija Vulić, a montenegrói delegáció vezetője 2019. május 12-én bejelentette, hogy a műsorsugárzó a 2020-as indulóját a hagyományos válogatóműsor, a Montevizija kibővített változata segítségével kívánja kiválasztani, ezt azonban az állami műsorsugárzó nem erősítette meg.[63] Az ország szeptember 24-én előzetesen jelentkezett a 2020-as versenyre,[64] október 8-án azonban kiderült, hogy a Radio i televizija Crne Gore (RTCG) a meghosszabbított határidőre sem tudta előteremteni a részvétel költségeit, így a balkáni ország 2011 óta először nem lesz jelen a versenyen.[65] Másnap Božidar Šundić, az RTCG vezérigazgatója cáfolta a visszalépéssel kapcsolatos híreket, egyúttal bejelentette, hogy a részvételről történő végső döntés a csatorna igazgatótanácsának jogköre, mely még nem ismertette álláspontját a kérdésben.[66] 2019. november 13-án hivatalossá vált, hogy Montenegró nem vesz részt a dalfesztiválon.
- Szlovákia – Az utoljára 2012-ben versenyző Szlovákia 2019. június 5-én jelezte távolmaradását a lakosság körében tapasztalt alacsony érdeklődésre hivatkozva.[67]
- Törökország – 2018 augusztusában İbrahim Eren, a török műsorszolgáltató vezérigazgatója kifejtette, hogy nem tudnának olyan versenyt sugározni főműsoridőben, amelyben szexuálisan kétértelmű emberek szerepelnek, utalva ezzel Conchita Wurstra, a 2014-es verseny győztesére. Azt is megjegyezte, hogy a műsorszolgáltató nem ért egyet a 2009-ben bevezetett osztott (50% zsűri, 50% nézői) szavazási rendszerrel és az Öt Nagy automatikus döntősként való részvételével. 2018 decemberében azonban újból lehetségessé vált Törökország visszatérése, miután Eren az Európai Műsorsugárzók Uniója Igazgatótanácsának tagja lett.[68] Végül 2019. szeptember 22-én vált hivatalossá, hogy Törökország nem tér vissza a dalfesztiválra 2020-ban sem.[69]

#### Magyarország visszalépése
A 2019-es Eurovíziós Dalfesztivál alatt Bubnó Lőrinc, a magyar delegáció akkori vezetője egy interjú keretein belül elmondta, hogy a csatorna megfontolja a 2012 óta futó válogatóműsor, A Dal nagyobb helyszínen történő lebonyolítását, és elképzelhetőnek tartják, hogy változásokat vezetnek be a műsorba. Ennek ellenére a Médiaszolgáltatás-támogató és Vagyonkezelő Alap hivatalosan nem erősítette meg a részvételét, habár A Dal című műsor keretében nem az eurovíziós indulót fogják kiválasztani. Az MTI október 25-én a következő mondatot írta meg A Dal 2020 indulásával kapcsolatos sajtóanyagban, mellyel teljesen bizonytalanná vált a magyar részvétel: a műsor készítői úgy döntöttek, hogy jövőre az Eurovíziós indulás helyett közvetlenül a magyar könnyűzene tehetségeit, az általuk létrehozott értékteremtő produkciókat segítik. 2019. november 13-án hivatalossá vált, hogy Magyarország nem vesz részt a dalfesztiválon. A magyar közmédia döntésével kapcsolatosan számos hazai sajtóorgánum foglalkozott, a TV2 Tények című magazinműsorában beszéltek róla elsőként, miután pedig végleges lett a döntés, több internetes oldal azzal magyarázta a visszalépést, hogy az MTVA számára túl meleggé vált az Eurovíziós Dalfesztivál. Ezt követően a brit The Guardian is foglalkozott a témával, melynek köszönhetően nemzetközi visszhangot váltott ki a legnagyobb újságoknál. Többek között a The Independent, a Deutsche Welle, a Sky és az SBS is foglalkozott az üggyel. Ennek következményeként az MTVA közleményben reagált az őket ért vádakra, állításuk szerint semmilyen produkció, esemény vagy rendezvény kapcsán nem tartják számon senkinek a szexuális beállítottságát, habár a válogatóműsor kétszeres versenyzője, Petruska András Facebook-oldalán úgy fogalmazott, hogy korábban a műsor készítőivel folytatott beszélgetései során kiderült, hogy az Eurovízió és az MTVA által képviselt értékek nem egyeztethetőek össze. A dalfesztiváltól való visszalépést követően ez volt az első alkalom, hogy az MTVA megszólalt az ügyben, majd innentől kezdve napi szinten jelentek meg kormányközeli politikai elemzők nyilatkozatai az M1 aktuális csatorna különböző műsoraiban, melyben balliberális csúsztatásnak és a közmédia lejáratásának nevezték az Eurovíziós Dalfesztivállal kapcsolatos írásokat. Mindezek ellenére az MTVA továbbra sem indokolta, hogy miért döntöttek úgy, hogy nem indulnak a megmérettetésen. A magyar könnyűzenei szakma nem ért egyet a közmédia döntésével, Wolf Kati, a 2011-es Eurovíziós Dalfesztivál magyar versenyzője szerint például ez egy hatalmas lehetőség egy előadó számára; ő úgy fogalmazott, hogy el kell indulni a versenyen, nem csak otthon ülni. Mindezen túl az MTVA megszakította a kapcsolatot azon újságírókkal is, akik részben vagy teljes egészében az Eurovíziós Dalfesztivállal foglalkoznak, illetve korábban rendszeresen, akkreditált újságíróként vettek részt az eseményeken. Közülük senkit sem hívtak meg A Dal 2020 sajtótájékoztatójára sem, illetve a megkereséseikre sem reagáltak érdemben, amikor októberben szárnyra kaptak az első hírek a lehetséges visszalépés kapcsán.

## A versenyszabályok változása
A verseny elhalasztásának megerősítéséig a szervezők nem jelentettek be a korábbi évekhez képest jelentősebb szabálymódosítást.

## A versenyt megelőző időszak
A részt vevő előadók egy része a verseny előtt különböző rendezvényeken népszerűsítette volna versenydalát.
| Rendezvény                  | Helyszín                   | Dátum                | Részt vevő versenyzők száma |
| --------------------------- | -------------------------- | -------------------- | --------------------------- |
| Eurovision in Concert       | Amszterdam, Hollandia      | 2020. április 4.     | Elmaradt                    |
| Eurovision Pre-party Madrid | Madrid, Spanyolország      | 2020. április 10–11. | Elmaradt                    |
| London Eurovision Party     | London, Egyesült Királyság | 2020. március 29.    | Elmaradt                    |

### Nemzeti válogatók
A részt vevő 41 ország közül 15 belső kiválasztással, 22 nemzeti döntő keretein belül, 4 pedig a két módszer együttes használatával választotta ki képviselőjét.
Az indulók közül Ausztrália, Csehország, Dánia, Észtország, Fehéroroszország, Finnország, Horvátország, Izland, Lettország, Litvánia, Moldova, Norvégia, Portugália, Svédország, Szerbia, Szlovénia és Ukrajna apróbb változtatásokkal ugyanazt azt a kimondottan Eurovíziós Dalfesztiválra létrehozott nemzeti döntőt rendezte meg, mint a legutóbbi részvétele során, míg Albánia és Olaszország a dalfesztiváltól függetlenül már évtizedek óta futó, nagy múltú dalversenyei (Festivali i Këngës, illetve a Sanremói Dalfesztivál) segítségével választotta ki versenyzőjét.
Két év kihagyás után Spanyolország ismét belső kiválasztással nevezte meg indulóját. Az Egyesült Királyságban a 2016-ban bevezetett Eurovision: You Decide helyett ezúttal ismét a közmédia jelölte ki képviselőjüket belső kiválasztással. Ugyancsak belső kiválasztással nevezte meg indulóját Németország is, erre korábban 2009-ben volt példa. Velük ellentétben Örményország egy kihagyott év után ismét nyílt válogatóműsorral, a Depi Evrateszil keretein belül választotta ki versenyzőjét. Románia története során először előadóját belső kiválasztással nevezte meg, dala pedig az Eurovision #ealtceva című válogatóműsor keretein belül került kiválasztásra. Hasonló módszert alkalmazott San Marino is: a belsőleg kiválasztott előadó két lehetséges dala közül egy online szavazás segítségével került kiválasztásra a törpeállam versenydala. Néhány ország nemzetközileg ismert tehetségkutató-formátum alkalmazásával döntött előadójáról: Grúziát az Idol, Izraelt az országban HaKokhav HaBa LaEurovizion néven futó Rising Star, mely mellé ebben az évben az állami televízió által szervezett, HaShir HaBa LaEurovizion című dalválasztó műsor is társult, Máltát pedig az X Factor Malta győztese képviselhette a nemzetközi versenyen, utóbbi daláról az állami televízió belső kiválasztással döntött. Lengyelország versenyzője és dala ugyancsak egy tehetségkutató, a Szansa na Sukces keretein belül került kiválasztásra.
A többi ország közül Ausztria, Azerbajdzsán, Belgium, Bulgária, Ciprus, Észak-Macedónia, Görögország, Hollandia, Írország, Oroszország és Svájc ismét a teljes belső kiválasztás mellett döntött.
A svájci versenyző kiválasztásában a belső nemzetközi zsűri tagjaként sorozatban másodszor vett részt a magyar Zséda, aki korábban az egykori magyar nemzeti döntőként funkcionáló A Dal 2016 és 2017 szakmai zsűrijének tagja is volt. Érdekesség, hogy a finn válogató második helyezett dala a magyar Cicciolina énekes-színésznőről szólt, a szlovén versenydal zenei alapja pedig a Budapest Art Orchestra közreműködésével jött létre. Ugyancsak érdekesség, hogy Azerbajdzsán dalának demóverzióját a San Marinót képviselő Senhit énekelte fel.
| Ország             | Választás módszere                           | Válogató- / Bemutatóműsor                                               | Közvetítő csatorna                        | Kiválasztás / Bemutatás dátuma | Kiválasztás / Bemutatás dátuma |
| Ország             | Választás módszere                           | Válogató- / Bemutatóműsor                                               | Közvetítő csatorna                        | Előadó                         | Dal                            |
| ------------------ | -------------------------------------------- | ----------------------------------------------------------------------- | ----------------------------------------- | ------------------------------ | ------------------------------ |
| Albánia            | nemzeti döntő                                | Festivali i Këngës                                                      | RTSH 1                                    | 2019. december 22.             | 2019. december 22.             |
| Ausztrália         | nemzeti döntő                                | Eurovision: Australia Decides                                           | SBS                                       | 2020. február 8.               | 2020. február 8.               |
| Ausztria           | belső kiválasztás                            | dal: Ö3-Wecker                                                          | Hitradio Ö3                               | 2019. december 12.             | 2020. március 5.               |
| Azerbajdzsán       | belső kiválasztás                            | Nem rendeztek válogató- és bemutatóműsort                               | Nem rendeztek válogató- és bemutatóműsort | 2020. február 28.              | 2020. március 10.              |
| Belgium            | belső kiválasztás                            | előadó: Vandaag dal: De Grote Peter Van de Veire Ochtendshow            | één MNM                                   | 2019. október 1.               | 2020. február 17.              |
| Bulgária           | belső kiválasztás                            | dal: Denjat zapocsva sz Georgi Ljubenov                                 | BNT 1                                     | 2019. november 25.             | 2020. március 7.               |
| Ciprus             | belső kiválasztás                            | dal: Happy Hour                                                         | RIK 1                                     | 2019. november 29.             | 2020. március 6.               |
| Csehország         | nemzeti döntő                                | Eurovision Song CZ                                                      | Online válogatót rendeztek                | 2020. február 3.               | 2020. február 3.               |
| Dánia              | nemzeti döntő                                | Dansk Melodi Grand Prix                                                 | DR1                                       | 2020. március 7.               | 2020. március 7.               |
| Egyesült Királyság | belső kiválasztás                            | Radio 1 Breakfast with Greg James Ken Bruce                             | BBC Radio 1 BBC Radio 2                   | 2020. február 27.              | 2020. február 27.              |
| Észak-Macedónia    | belső kiválasztás                            | Nem rendeztek válogató- és bemutatóműsort                               | Nem rendeztek válogató- és bemutatóműsort | 2020. január 15.               | 2020. március 8.               |
| Észtország         | nemzeti döntő                                | Eesti Laul                                                              | ETV                                       | 2020. február 29.              | 2020. február 29.              |
| Fehéroroszország   | nemzeti döntő                                | Nacionalnyij Otbor                                                      | Belarusz-1, Belarusz-24                   | 2020. február 28.              | 2020. február 28.              |
| Finnország         | nemzeti döntő                                | Uuden Musiikin Kilpailu                                                 | Yle TV1                                   | 2020. március 7.               | 2020. március 7.               |
| Franciaország      | belső kiválasztás                            | dal: 20 h 30 le dimanche                                                | France 2                                  | 2020. január 14.               | 2020. február 16.              |
| Görögország        | belső kiválasztás                            | előadó: Kendrikó Deltío Idíszeon dal: Eurovision – Andísztrofi Métriszi | ERT1                                      | 2020. február 3.               | 2020. március 1.               |
| Grúzia             | előadó: nemzeti döntő dal: belső kiválasztás | előadó: Grúz Idol dal: Akhali Dghe                                      | 1TV                                       | 2019. december 31.             | 2020. március 3.               |
| Hollandia          | belső kiválasztás                            | dal: De Wereld Draait Door                                              | NPO 1                                     | 2020. január 10.               | 2020. március 4.               |
| Horvátország       | nemzeti döntő                                | Dora                                                                    | HRT 1                                     | 2020. február 29.              | 2020. február 29.              |
| Írország           | belső kiválasztás                            | 2FM Breakfast with Doireann & Eoghan                                    | RTÉ 2fm                                   | 2020. március 5.               | 2020. március 5.               |
| Izland             | nemzeti döntő                                | Söngvakeppnin                                                           | RÚV                                       | 2020. február 29.              | 2020. február 29.              |
| Izrael             | nemzeti döntő                                | előadó: Rising Star dal: HaShir HaBa LaEurovizion                       | Keshet 12 Kan 11                          | 2020. február 4.               | 2020. március 3.               |
| Lengyelország      | nemzeti döntő                                | Szansa na Sukces                                                        | TVP                                       | 2020. február 23.              | 2020. február 23.              |
| Lettország         | nemzeti döntő                                | Supernova                                                               | LTV1                                      | 2020. február 8.               | 2020. február 8.               |
| Litvánia           | nemzeti döntő                                | Pabandom iš naujo!                                                      | LRT televizija                            | 2020. február 15.              | 2020. február 15.              |
| Málta              | előadó: nemzeti döntő dal: belső kiválasztás | előadó: X-Faktor Málta                                                  | TVM                                       | 2020. február 8.               | 2020. március 9.               |
| Moldova            | nemzeti döntő                                | O melodie pentru Europa                                                 | TRM 1                                     | 2020. február 29.              | 2020. február 29.              |
| Németország        | belső kiválasztás                            | Unser Lied für Rotterdam                                                | One                                       | 2020. február 27.              | 2020. február 27.              |
| Norvégia           | nemzeti döntő                                | Melodi Grand Prix                                                       | NRK1                                      | 2020. február 15.              | 2020. február 15.              |
| Olaszország        | nemzeti döntő                                | Sanremói Dalfesztivál                                                   | Rai 1, Rai Italia                         | 2020. február 8.               | 2020. február 8.               |
| Oroszország        | belső kiválasztás                            | előadó: Vremja dal: Vecsernyij Urgant                                   | Pervij Kanal                              | 2020. március 2.               | 2020. március 12.              |
| Örményország       | nemzeti döntő                                | Depi Evrateszil                                                         | Armenia 1                                 | 2020. február 15.              | 2020. február 15.              |
| Portugália         | nemzeti döntő                                | Festival da Canção                                                      | RTP1                                      | 2020. március 7.               | 2020. március 7.               |
| Románia            | előadó: belső kiválasztás dal: nemzeti döntő | előadó: Destinația Eurovision dal: Eurovision #ealtceva                 | TVR 1                                     | 2020. február 11.              | 2020. március 1.               |
| San Marino         | előadó: belső kiválasztás dal: nemzeti döntő | dal: Digital Battle Eurovision                                          | Online válogatót rendeztek                | 2020. március 6.               | 2020. március 9.               |
| Spanyolország      | belső kiválasztás                            | Nem rendeztek válogató- és bemutatóműsort                               | Nem rendeztek válogató- és bemutatóműsort | 2019. október 5.               | 2020. január 30.               |
| Svájc              | belső kiválasztás                            | Nem rendeztek válogató- és bemutatóműsort                               | Nem rendeztek válogató- és bemutatóműsort | 2020. március 4.               | 2020. március 4.               |
| Svédország         | nemzeti döntő                                | Melodifestivalen                                                        | SVT1                                      | 2020. március 7.               | 2020. március 7.               |
| Szerbia            | nemzeti döntő                                | Beovizija                                                               | RTS 1                                     | 2020. március 1.               | 2020. március 1.               |
| Szlovénia          | nemzeti döntő                                | EMA                                                                     | TV Slovenija 1                            | 2020. február 22.              | 2020. február 22.              |
| Ukrajna            | nemzeti döntő                                | Vidbir                                                                  | Szuszpilne Persij, STB                    | 2020. február 22.              | 2020. február 22.              |

### Az elődöntők felosztása

Az első elődöntő résztvevői
Az első elődöntőben szavazó döntősök
A második elődöntő résztvevői
A második elődöntőben szavazó döntősök

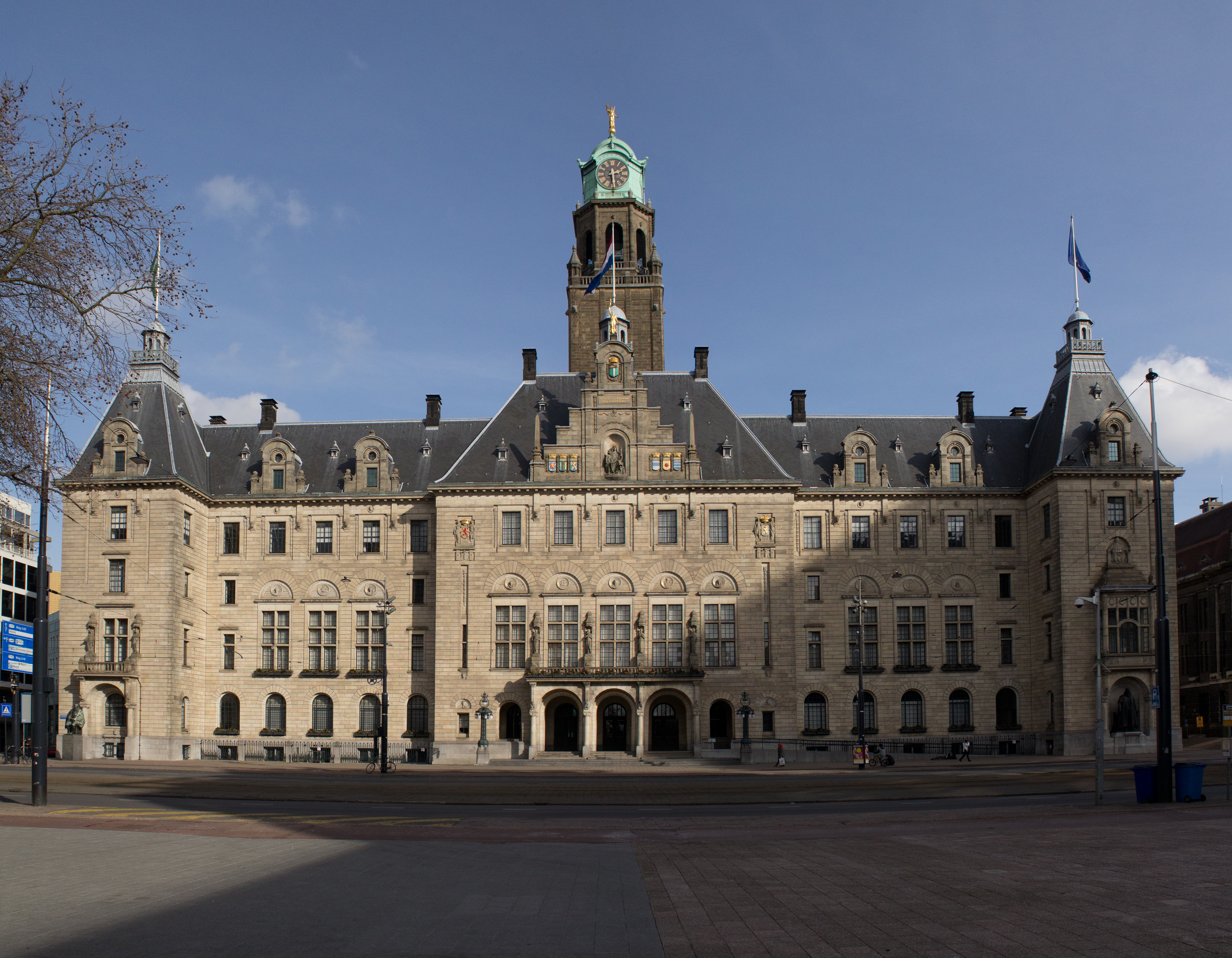
A rotterdami városháza, a sorsolás helyszíne

A harmincöt elődöntős országot öt kalapba osztották földrajzi elhelyezkedésük és szavazási szokásaik alapján, a 2008-ban bevezetett módon. A felosztást január 25-én hozta nyilvánosságra az EBU.
Január 28-án tartották a sorsolást a rotterdami városházán, ahol a kalapok egyik fele az első elődöntőbe, a másik a második elődöntőbe került. Ennek célja a szavazás igazságosabbá tétele volt. A sorsolás során azt is eldöntötték, hogy az egyes országok az adott elődöntő első vagy második felében fognak fellépni, valamint azt, hogy az automatikusan döntős „Öt Nagy” és a rendező ország melyik elődöntőben fog szavazni. Így a delegációk előre tudták, mikor kell megérkezniük a próbákra. Ugyanekkor került sor a jelképes kulcsátadásra, melyen az előző rendező város, Tel-Aviv alpolgármestere átadta Rotterdam polgármesterének a korábbi rendező városok szimbólumait tartalmazó „kulcscsomót”. A sorsolás házigazdái a dalverseny műsorvezetői, Chantal Janzen, Edsilia Rombley és Jan Smit voltak.
Érdekesség, hogy ezúttal egy ország sem kérvényezte a sorsolás előtti automatikus beosztását valamelyik elődöntőbe.
A ceremóniát élőben közvetítette a dalfesztivál hivatalos YouTube-csatornája, valamint Hollandiában az NPO 1, ahol az esemény összesen 199 000 fős nézettséget hozott.
| 1. kalap                                                                            | 2. kalap                                                                        | 3. kalap                                                                                    | 4. kalap                                                                      | 5. kalap                                                                           |
| ----------------------------------------------------------------------------------- | ------------------------------------------------------------------------------- | ------------------------------------------------------------------------------------------- | ----------------------------------------------------------------------------- | ---------------------------------------------------------------------------------- |
| - Albánia - Ausztria - Észak-Macedónia - Horvátország - Svájc - Szerbia - Szlovénia | - Ausztrália - Dánia - Észtország - Finnország - Izland - Norvégia - Svédország | - Azerbajdzsán - Fehéroroszország - Grúzia - Moldova - Oroszország - Örményország - Ukrajna | - Bulgária - Ciprus - Görögország - Málta - Portugália - Románia - San Marino | - Belgium - Csehország - Írország - Izrael - Lengyelország - Lettország - Litvánia |

### Esélyek
A verseny elmaradásának bejelentését megelőzően esélyesnek tartották a győzelemre Bulgáriát, Izlandot, Litvániát, Oroszországot és Svájcot.
| #  | Ország           | Előadó       | Dal              |
| -- | ---------------- | ------------ | ---------------- |
| 01 | Svédország       | The Mamas    | Move             |
| 02 | Fehéroroszország | VAL          | Da vidna         |
| 03 | Ausztrália       | Montaigne    | Don’t Break Me   |
| 04 | Észak-Macedónia  | Vasil        | YOU              |
| 05 | Szlovénia        | Ana Soklič   | Voda             |
| 06 | Litvánia         | The Roop     | On Fire          |
| 07 | Írország         | Lesley Roy   | Story of My Life |
| 08 | Oroszország      | Little Big   | Uno              |
| 09 | Belgium          | Hooverphonic | Release Me       |
| 10 | Málta            | Destiny      | All of My Love   |
| 11 | Horvátország     | Damir Kedžo  | Divlji vjetre    |
| 12 | Azerbajdzsán     | Efendi       | Cleopatra        |
| 13 | Ciprus           | Sandro       | Running          |
| 14 | Norvégia         | Ulrikke      | Attention        |
| 15 | Izrael           | Eden Alene   | Feker libi       |
| 16 | Románia          | Roxen        | Alcohol You      |
| 17 | Ukrajna          | Go A         | Solovey          |

| #  | Ország        | Előadó              | Dal                 |
| -- | ------------- | ------------------- | ------------------- |
| 01 | Görögország   | Stefania            | SUPERG!RL           |
| 02 | Észtország    | Uku Suviste         | What Love Is        |
| 03 | Ausztria      | Vincent Bueno       | Alive               |
| 04 | Moldova       | Natalia Gordienko   | Prison              |
| 05 | San Marino    | Senhit              | Freaky!             |
| 06 | Csehország    | Benny Cristo        | Kemama              |
| 07 | Szerbia       | Hurricane           | Hasta la vista      |
| 08 | Lengyelország | Alicja              | Empires             |
| 09 | Izland        | Daði og Gagnamagnið | Think About Things  |
| 10 | Svájc         | Gjon’s Tears        | Répondez-moi        |
| 11 | Dánia         | Ben & Tan           | Yes                 |
| 12 | Albánia       | Arilena Ara         | Fall from the Sky   |
| 13 | Finnország    | Aksel               | Looking Back        |
| 14 | Örményország  | Athena Manoukian    | Chains on You       |
| 15 | Portugália    | Elisa               | Medo de sentir      |
| 16 | Grúzia        | Tornike Kipiani     | Take Me As I Am     |
| 17 | Bulgária      | Victoria            | Tears Getting Sober |
| 18 | Lettország    | Samanta Tīna        | Still Breathing     |

## Döntő
A döntőt május 16-án rendezték volna meg huszonhat ország részvételével. A mezőnyt a következő országok alkották volna:
- Az első elődöntő első tíz helyezettje
- A második elődöntő első tíz helyezettje
- A házigazda ország, egyben az előző év győztese:  Hollandia
- Az automatikusan döntős „Öt Nagy” ország:  Egyesült Királyság,  Franciaország,  Németország,  Olaszország,  Spanyolország

| #  | Ország             | Előadó         | Dal                         |
| -- | ------------------ | -------------- | --------------------------- |
| —  | Egyesült Királyság | James Newman   | My Last Breath              |
| —  | Franciaország      | Tom Leeb       | Mon alliée (The Best in Me) |
| 23 | Hollandia          | Jeangu Macrooy | Grow                        |
| —  | Németország        | Ben Dolic      | Violent Thing               |
| —  | Olaszország        | Diodato        | Fai rumore                  |
| —  | Spanyolország      | Blas Cantó     | Universo                    |

## Hivatalos album
A Eurovision: A Tribute to the Artists and Songs 2020 (magyarul: Eurovízió: Tisztelgés a 2020-as előadók és dalok előtt) a 2020-as Eurovíziós Dalfesztivál dalainak válogatáslemeze, melyet az Európai Műsorsugárzók Uniója (EBU) és a Universal Music Group közösen jelentetett meg 2020. május 15-én. Az album annak ellenére is megjelent, és tartalmazta mind a 41 részt vevő ország dalát, hogy a versenyt nem rendezték meg.
| 1.  | Fall from the Sky (Albánia)         | Darko Dimitrov, Lazar Cvetkoski, Michael Blue, Robert Stevenson, Sam Schummer       | Arilena Ara      |  |
| 2.  | Chains on You (Örményország)        | Athena Manoukian, DJ Paco                                                           | Athena Manoukian |  |
| 3.  | Don’t Break Me (Ausztrália)         | Montaigne, Anthony Egizii, David Musumeci                                           | Montaigne        |  |
| 4.  | Alive (Ausztria)                    | Vincent Bueno, David "Davey" Yang, Felix van Göns, Artur Aigner                     | Vincent Bueno    |  |
| 5.  | Cleopatra (Azerbajdzsán)            | Luuk van Beers, Alan Roy Scott, Sarah Lake                                          | Efendi           |  |
| 6.  | Release Me (Belgium)                | Alex Callier, Luca Chiaravalli                                                      | Hooverphonic     |  |
| 7.  | Tears Getting Sober (Bulgária)      | Victoria Georgieva, Borislav Milanov, Lukas Oskar Janisch, Cornelia Wiebols         | VICTORIA         |  |
| 8.  | Da vidna (Fehéroroszország)         | Vladislav Pashkevich, Valeria Gribusova, Mikita Naidzenau                           | VAL              |  |
| 9.  | Répondez-moi (Svájc)                | Gjon Muharremaj, Alizé Oswald, Xavier Michel, Jeroen Swinnen                        | Gjon’s Tears     |  |
| 10. | Running (Ciprus)                    | Alfie Arcuri, Sebastian Rickards, Octavian Rasinariu, Sandro, Teo DK                | Sandro           |  |
| 11. | Kemama (Csehország)                 | Osama Hussain, Rudy Ray, Filip Zangi, Ben Cristovao, Charles Sarpong                | Benny Cristo     |  |
| 12. | Violent Thing (Németország)         | Borislav Milanov, Peter St. James, Dag Lundberg, Jimmy Thorén, Connor Martin        | Ben Dolic        |  |
| 13. | YES (Dánia)                         | Emil Adler Lei, Jimmy Jansson, Linnea Deb                                           | Ben & Tan        |  |
| 14. | Universo (Spanyolország)            | Blas Cantó, Dan Hammond, Ash Hicklin, Mikolaj Trybulec, Dangelo Ortega              | Blas Cantó       |  |
| 15. | What Love Is (Észtország)           | Uku Suviste, Sharon Vaughn                                                          | Uku Suviste      |  |
| 16. | Looking Back (Finnország)           | Joonas Angeria, Whitney Phillips, Connor McDonough, Riley McDonough, Toby McDonough | Aksel            |  |
| 17. | The Best in Me (Franciaország)      | Peter Boström, Thomas G:son, John Lundvik, Tom Leeb, Amir Haddad, Lea Ivanne        | Tom Leeb         |  |
| 18. | My Last Breath (Egyesült Királyság) | James Newman, Adam Argyle, Ed Drewett, Iain James                                   | James Newman     |  |
| 19. | Take Me As I Am (Grúzia)            | Tornike Kipiani                                                                     | Tornike Kipiani  |  |
| 20. | SUPERG!RL (Görögország)             | Dimίtris Kontόpoulos, Arcade, Sharon Vaughn                                         | Stefania         |  |
| 21. | Divlji vjetre (Horvátország)        | Ante Pecotić                                                                        | Damir Kedžo      |  |

| 1.  | Story of My Life (Írország)  | Lesley Roy, Robert Marvin, Catt Gravitt, Tom Shapiro                                              | Lesley Roy         |  |
| 2.  | Think About Things (Izland)  | Daði Freyr                                                                                        | Daði & Gagnamagnið |  |
| 3.  | Feker libi (Izrael)          | Doron Medalie, Idan Raichel                                                                       | Eden Alene         |  |
| 4.  | Fai rumore (Olaszország)     | Antonio Diodato, Edwyn Roberts                                                                    | Diodato            |  |
| 5.  | On Fire (Litvánia)           | Vaidotas Valiukevičius, Robertas Baranauskas, Mantas Banišauskas                                  | The Roop           |  |
| 6.  | Still Breathing (Lettország) | Samanta Tīna, Aminata Savadogo                                                                    | Samanta Tīna       |  |
| 7.  | Prison (Moldova)             | Dimitris Kontopoulos, Phillip Kirkorov, Sharon Vaughn                                             | Natalia Gordienko  |  |
| 8.  | YOU (Észak-Macedónia)        | Nevena Neskoska, Kalina Neskoska, Alice Schroeder                                                 | Vasil              |  |
| 9.  | All of My Love (Málta)       | Bernarda Brunovic, Borislav Milanov, Sebastian Arman, Dag Lundberg, Joacim Persson, Cesár Sampson | Destiny            |  |
| 10. | Grow (Hollandia)             | J.A.U. Macrooy, P.L. Perquin                                                                      | Jeangu Macrooy     |  |
| 11. | Attention (Norvégia)         | Kjetil Mørland, Christian Ingebrigtsen, Ulrikke Brandstorp                                        | Ulrikke            |  |
| 12. | Empires (Lengyelország)      | Patryk Kumor, Dominic Buczkowski-Wojtaszek, Laurell Barker, Frazer Mac                            | Alicja             |  |
| 13. | Medo de sentir (Portugália)  | Marta Carvalho                                                                                    | Elisa              |  |
| 14. | Alcohol You (Románia)        | Ionuţ Armaş, Viky Red, Breyan Isaac                                                               | ROXEN              |  |
| 15. | Uno (Oroszország)            | Little Big                                                                                        | Little Big         |  |
| 16. | Freaky! (San Marino)         | Gianluigi Fazio, Henrik Steen, Nanna Bottos                                                       | Senhit             |  |
| 17. | Hasta la vista (Szerbia)     | Nemanja Antonić, Kosana Stojić, Sanja Vučić                                                       | Hurricane          |  |
| 18. | Voda (Szlovénia)             | Ana Soklič, Bojan Simončič, Žiga Pirnat                                                           | Ana Soklič         |  |
| 19. | Move (Svédország)            | Herman Gardarfve, Melanie Wehbe, Patrik Jean                                                      | The Mamas          |  |
| 20. | Solovey (Ukrajna)            | Taras Shevchenko, Kateryna Pavlenko                                                               | Go A               |  |

## Térkép

Országok, melyek megerősítették részvételüket
Országok, melyek korábban részt vettek, de ebben az évben nem

## Lásd még
- 2020-as Fiatal Zenészek Eurovíziója
- 2020-as Junior Eurovíziós Dalfesztivál